# Aerangis hologlottis
Aerangis hologlottis é uma espécie de orquídea monopodial epífita, família Orchidaceae, que habita o Quenia, Tanzânia, Moçambique e Sri Lanka.